# Gouvernement limité
Un gouvernement limité est une forme de gouvernement avec des rôles et des pouvoirs donnés et limités par des normes juridiques, généralement dans une constitution écrite. Un gouvernement limité n'a que les pouvoirs que le peuple lui donne.
Les pays aux gouvernements limités sont tenus par la loi d'avoir un contrôle limité sur les citoyens et l'économie. Dans de nombreux cas, comme aux États-Unis, il s'agit d'un gouvernement constitutionnellement limité, lié à des principes et à des actions spécifiques par une constitution étatique ou fédérale.
Le contraire d'un gouvernement limité est un gouvernement interventionniste ou un régime autoritaire.
La théorie du gouvernement limité contredit l'idéal dans lequel l'État doit intervenir pour promouvoir l'égalité des chances à travers la régulation de la propriété et la redistribution des richesses.
L'idée de pouvoirs étatiques juridiquement limités est étroitement liée aux idéologies libérales, libertariennes et minarchistes.

## Histoire

### Histoire de pays de langue anglaise
Au Royaume-Uni, l'idée d'un gouvernement limité fait partie de la tradition politique. Il a été lancé par la Magna Carta, qui limitait le pouvoir du roi Jean sans Terre. Cependant, la première utilisation du terme gouvernement limité remonte au roi Jacques VI et Ier à la fin du XVIe siècle. 
L'exécution de Charles Ier et la Glorieuse Révolution de 1688 l'ont renforcé. Les rois et reines suivants ont dû accepter des limites à leur pouvoir et la démocratie parlementaire est devenue plus importante.
Aux États-Unis, l'idée d'un gouvernement limité est inscrite dans la Constitution des États-Unis sous la forme d' Enumerated powers (United States).

### Définitions en langue française
Des auteurs de langue française ont défini la notion de gouvernement limité. Le concept de gouvernement limité est construit ou expliqué par opposition a un gouvernement illimité qui réunit les pouvoirs législatif et exécutif ou qui puisse tout faire sans aucun contrôle, sans aucune limite.

« On doit diviser les gouvernemens en deux espèces générales, le monarchique et le républicain, et diviser ensuite la première espèce en gouvernement illimité ou absolu, et en gouvernement limité, mixte ou représentatif, et la seconde espèce en gouvernement aristocratique et démocratique.
Pour Jean Chas, cette limite est introduite par la séparation des pouvoirs:
Le gouvernement illimité ou absolu est celui ou le chef, qui s'appelle roi ou empereur, comme en Danemarck et en Russie, réunit les pouvoirs législatif et exécutif; le gouvernement limité, mixte ou représentatif, est celui où, comme en Angleterre, le pouvoir législatif est exercé par les représentans de la nation, et le pouvoir exécutif par un chef qui est associé à la puissance législative : ces deux pouvoirs sont égaux, indépendans, et partagent l'exercice de souveraineté nationale que le peuple leur a déléguée »

— Jean Chas, 1801, Tableau historique et politique des opérations militaires et civiles de Bonaparte, premier consul de la République française
Pour Montesquieu, cette limite est introduite par des travailleurs indépendants, non salariés, qui visent à la propriété et qui y arrivent:

« A moi qui ne suis pas socialiste, à moi qui ne veux pas d’un gouvernement qui fasse tout, qui puisse tout faire et de qui tout dépende, à moi qui veux un gouvernement limité et endigué par des volontés libres, il me faut des travailleurs indépendants qui visent à la propriété et qui y arrivent et qui, par elle, arrivent à des fonctions sociales conquises par eux et non données par l’État, indépendantes de lui. Par exemple, la magistrature conquise par l’industrie et le travail en est une. Mes magistrats, grand pouvoir social, ne seront ni mendiants, ni voleurs, ni salariés Il m’importe qu’ils ne soient pas Salaries, parce que s’ils étaient salariés ils seraient mendiants. Or des mendiants peuvent très bien juger ; mais dans les procès où le gouvernement sera en conflit avec un particulier les assistés du gouvernement jugeront peut-être avec une impartialité incomplète. »

— Montesquieu et Émile Faguet, 1929, Et l'horreur des responsabilités (suite au "Culte de l'incompétence") (26e éd.) 

## Pratique constitutionnelle
La notion de gouvernement limité est étroitement associée aux constitutions écrites, notamment la Constitution des États-Unis et la Constitution du 6 messidor an I en France ont toutes deux été adoptées dans le but de réaffirmer un gouvernement limité, bien que de manières différentes.
La Constitution américaine a instauré un gouvernement limité grâce à une double séparation des pouvoirs : une séparation «horizontale» des pouvoirs répartie le pouvoir entre les pouvoirs (Trias politica : les pouvoirs législatif, exécutif et judiciaire, chaque pouvoir pouvant exercer un contrôle sur les autres pouvoirs) et une séparation «verticale» des pouvoirs (fédéralisme : donc, un pouvoir divisé entre le gouvernement fédéral et les gouvernements des États fédérés). 
A l'inverse, la Constitution du 6 messidor an I, a consacré la souveraineté parlementaire, en s'inspirant des thèses de Jean-Jacques Rousseau, le gouvernement limité était mieux réalisé par une «autogouvernance démocratique rationnel cherchant à exprimer la volonté générale comme antidote optimal aux règles arbitraires de la monarchie absolue». 

## Critiques
Amy Gutmann constate que le libéralisme négatif, le libéralisme positif et le libéralisme démocratique avance tous des conceptions différentes des limites propres au gouvernement. Gutmann relie les deux premières catégories aux notions d'Isaiah Berlin de liberté négative et de liberté positive. 
Gutmann défend la troisième catégorie, le libéralisme démocratique, écrivant que selon ce point de vue, "un gouvernement libéral ne devrait ni plus ni moins être limité que pour ce qui est nécessaire, premièrement, pour garantir les libertés fondamentales et les opportunités pour tous les individus et deuxièmement, pour respecter les résultats des procédures démocratiques équitables tant qu'elles sont conformes aux contraintes constitutionnelles de garantie des libertés fondamentales et des chances pour tous".
Sur le site Ehow UK, l'écrivain Edward Kilsdonk explique que "Limiter le pouvoir du gouvernement protège les droits, mais cela peut aussi limiter la capacité du gouvernement à prendre des mesures au nom du peuple". En effet, si le gouvernement est trop faible, soit en raison de limitations constitutionnelles ou de stratégies politiques, il est possible que les individus voient leur liberté restreinte par des concentrations non gouvernementales de pouvoir. Par exemple,Theodore Roosevelt craignait que des «malfaiteurs d'une grande richesse» n'utilisent le pouvoir économique pour étouffer la liberté au début du XXe siècle.